# يان بروك
يان بروك (بالإنجليزية: Ian Brooke)‏ هو لاعب دوري الرغبي بريطاني، ولد في 1 مارس 1943 في بليموث في المملكة المتحدة.